# Miroslav Stupar
Myroslav Ivanovych Stupar (en ucraniano: Мирослав Іванович Ступар; en ruso: Мирослав Иванович Ступар; 27 de agosto de 1941, Ivano-Frankivsk) es un ex-árbitro de fútbol soviético
Stupar fue futbolista en su juventud, jugando en el torneo de la RSS de Ucrania. En 1969 se retiró como jugador y al año siguiente se convirtió en árbitro. Dirigió en el campeonato interno de fútbol de la URSS a partir de 1976. Como árbitro internacional fue elegido por la FIFA para participar en la Copa Mundial de Fútbol de 1982 a desarrollarse en España, y allí dirigió un solo partido de fútbol, signado por la polémica.

## Polémica en España, 1982
El 21 de junio de 1982 Miroslav Stupar dirigía el partido de fútbol entre los equipos de Francia y Kuwait, en el Estadio José Zorrilla de Valladolid, por el Grupo 4 del Mundial de fútbol que se celebraba en España. Faltando diez minutos para que concluyera el juego, el equipo francés se había colocado en cómoda ventaja de 3 goles a 1, con anotaciones de Bernard Genghini, Michel Platini, y Didier Six, mientras que el kuwaití Al-Buloushi descontaba para su equipo.
En el minuto 83 el jugador francés Alain Giresse se lanzó al ataque sobre el área kuwaití y anotó un gol, en momentos cuando un espectador supuestamente había hecho sonar un silbato. Los futbolistas kuwaitíes alegaron que al oír el silbato interpetaron que el árbitro soviético había detenido las acciones y por eso no continuaron el juego. No obstante, los jugadores franceses negaron haber escuchado silbato alguno.
Por su parte, el árbitro Stupar, que seguía de cerca la jugada de gol declaró válida la anotación de Giresse. Las imágenes televisivas mostraron que Stupar estaba con las manos levantadas al momento en que Giresse ganaba el balón para entrar al área kuwaití, dando instrucciones para que siga el juego, lo cual descartaba que el árbitro hubiera intentado detener las acciones.
Cuando Stupar validó el gol francés e intentaba seguir el juego, estalló la inmediata protesta tumultuosa de los futbolistas kuwaitíes, que se dirigieron al límite del campo. A esta protesta se unió el jeque Fahad Al-Ahmed Al-Jaber Al-Sabah, hermano del emir de Kuwait y presidente de la Asociación de Fútbol de Kuwait, haciendo gestos a sus compatriotas que estaban en el campo de fútbol. El jeque Fahad bajó prontamente de la tribuna para dirigirse al césped; sorprendentemente la barrera de policías españoles no cerró el paso al jeque Fahad, sino que le permitió entrar al campo sin problemas. Tras esto, el jeque kuwaití exige allí mismo hablar con el árbitro Stupar.
Stupar accedió a conversar con el jeque Fahad unos minutos, bajo la sorprendida mirada de la policía y los futbolistas. Luego de un intercambio de palabras entre árbitro y jeque, este último se retiró a su tribuna y en un acto insólito Miroslav Stupar volvió al centro del campo para anular el gol francés de Giresse, cambiando su anterior decisión. Habían pasado casi diez minutos desde la interrupción del juego.
Los franceses anotaron otro gol, esta vez por obra de Maxime Bossis al minuto 89, y terminaron ganando 4-1. El espectáculo del jeque kuwaití bajando al campo y conversando con el árbitro Stupar había sido captado por la televisión y generó inmediata condena entre la prensa y aficionados, en tanto se había visto a un árbitro de fútbol modificando por completo su decisión previa, haciéndolo en medio del juego, y además tras charlar con un espectador.

## Consecuencias
La FIFA emitió una resolución al día siguiente, declarando válido el resultado final del partido de fútbol, y reconociendo el triunfo francés por 4-1. Al mismo tiempo impuso una multa de 25,000 francos suizos a la Asociación de Fútbol de Kuwait por "conducta antideportiva", emitiendo una amonestación contra el jeque Fahad y los organizadores españoles en el estadio. En cuanto a Miroslav Stupar, la FIFA lo suspendió a perpetuidad como árbitro internacional, pudiendo actuar como tal sólo en torneos internos de la URSS.
El equipo de Francia quedó en el cuarto puesto del Mundial de 1982 y el equipo kuwaití fue eliminado en primera ronda. El jeque Fahad falleció en un tiroteo el 3 de agosto de 1990, oponiendo resistencia armada a las tropas iraquíes que habían invadido su país horas antes. Ese mismo año Miroslav Stupar se retiraba del arbitraje futbolístico, que desde 1982 sólo podía realizar en partidos del campeonato interno soviético.